# Samtgemeinde Sachsenhagen
De Samtgemeinde Sachsenhagen is een Samtgemeinde in de Duitse deelstaat Nedersaksen. Het is een samenwerkingsverband van vier kleinere gemeenten in de Landkreis Schaumburg. Het bestuur is gevestigd in Sachsenhagen.

## Deelnemende gemeenten
1. Auhagen
2. Hagenburg
3. Sachsenhagen
4. Wölpinghausen

Zie voor meer informatie ook de artikelen over de deelgemeentes.

## Geografie, infrastructuur

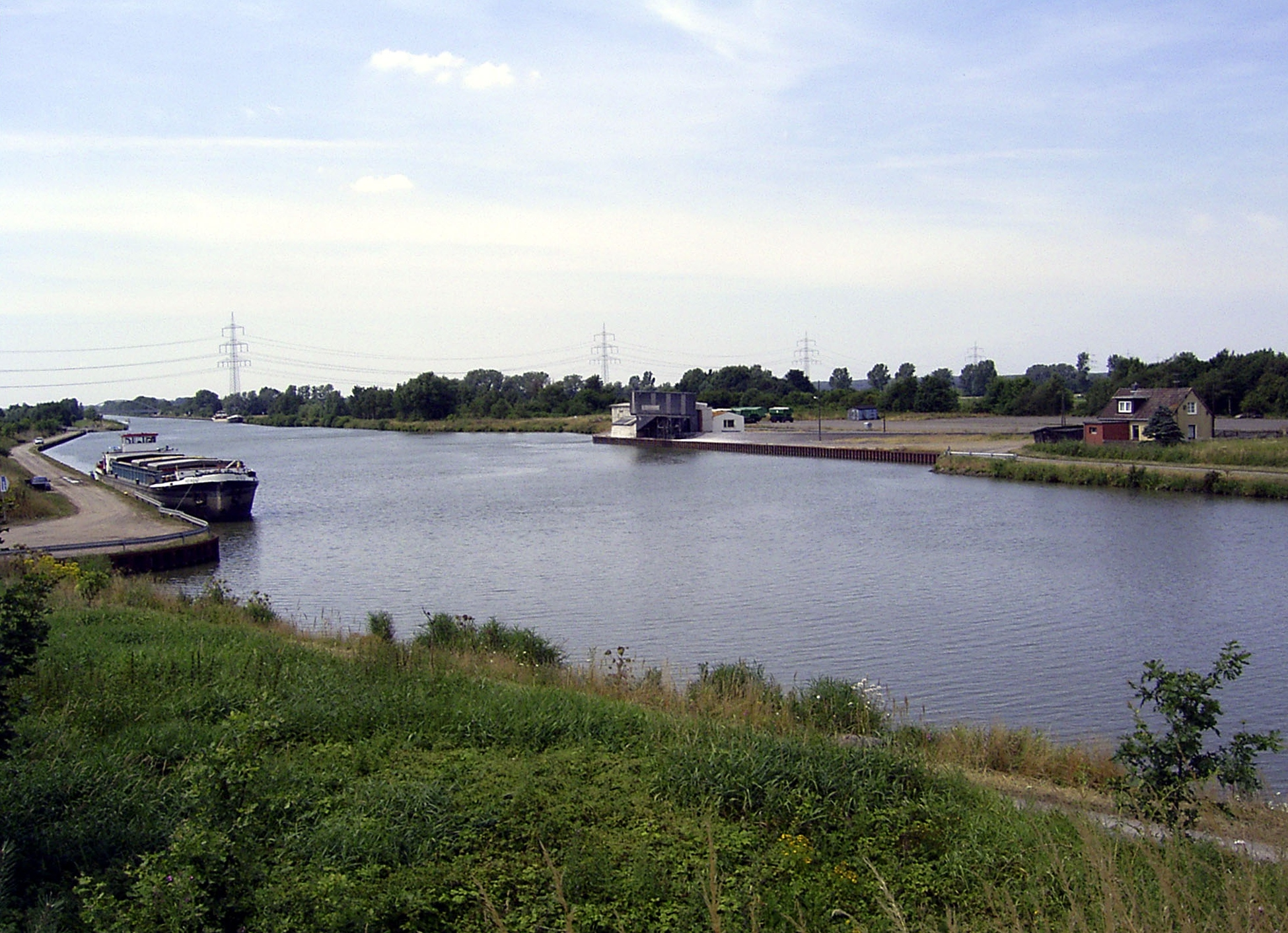
Binnenhaventje Sachsenhagen

- De Bundesstraße 441 loopt vanuit het westen (Loccum) door het noorden van de Samtgemeinde, door Hagenburg heen, oostwaarts naar Wunstorf.
- Spoorwegaansluitingen bevinden zich in de buurgemeenten Wunstorf, Lindhorst en Stadthagen.
- Streekbusverbindingen bestaan naar Lindhorst, Stadthagen, Steinhude, Wunstorf, Rehburg en Stolzenau. De frequentie van deze bussen is in het algemeen zeer beperkt, behalve in de spitsuren op dagen, als op de scholen les gegeven wordt.
- De Bundesautobahn 2 is via Wunstorf (afrit 40 Luthe) of, meer zuidelijk, via Lindhorst en Bad Nenndorf (afrit 38) bereikbaar.

## Economie
De gemeente bestaat van enig midden- en kleinbedrijf, en, in Hagenburg, dat niet zeer ver van het Steinhuder Meer af ligt, van toerisme. Ook is er sprake van woonforensisme: vrij veel inwoners van de Samtgemeinde hebben een werkkring in een grotere plaats in de omgeving.

## Geschiedenis

### Ontginningsdorpen
De meeste plaatsen in dit gebied ontstonden door de ontginning van het oude Dühlwald in de 13e eeuw. Enige dorpen vertonen de kenmerken van een Hagenhufendorf, een voor dit soort ontginningen typisch lintdorp.

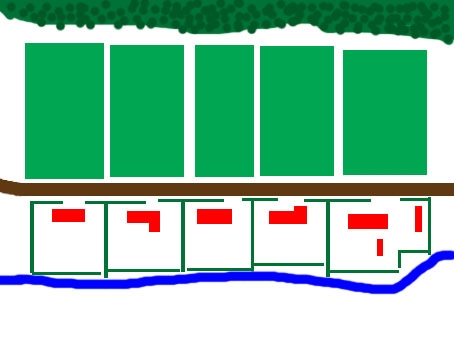
Schema van een Hagenhufendorf. Van boven naar onder: bos; akkers; de weg; de boerderijen; de beek.
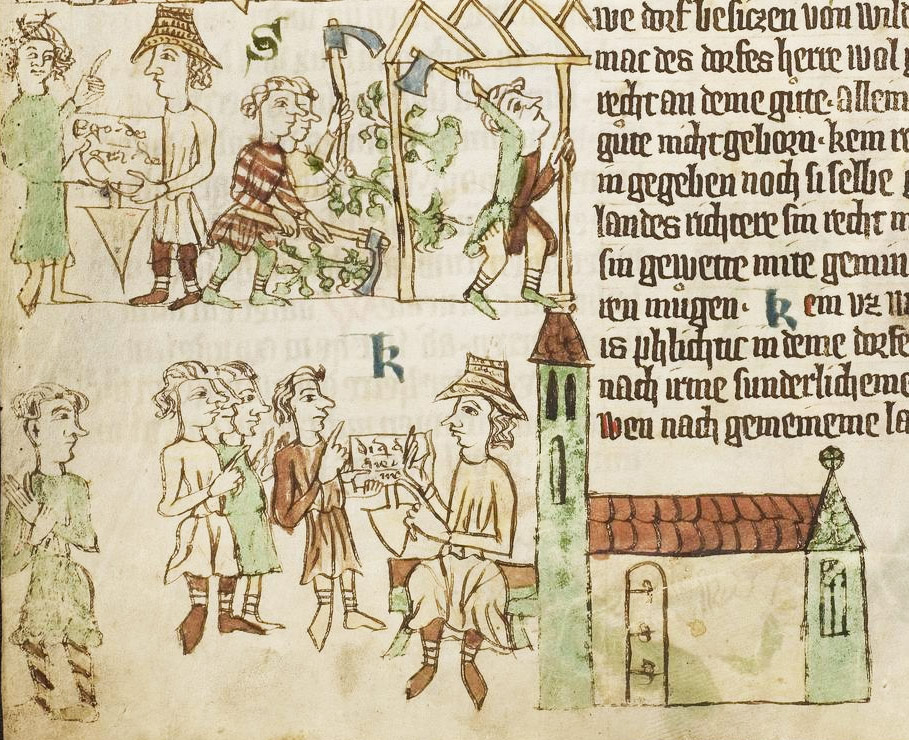
Een zogenaamde Lokator (met hoed) leidt de ontginning van land in het oosten van Duitsland (afbeelding uit de Saksenspiegel)

Een dergelijk dorp is bijna altijd te herkennen aan een plaatsnaam op -hagen, en ontstond, vaak in de 13e eeuw, als volgt:
In de noordelijke helft van het huidige Duitsland stond de landheer aan boeren toe, een nabij een beek gelegen strook bos te ontginnen. Het bos werd gekapt, en er werd een weg of pad evenwijdig aan de beek aangelegd. Iedere boer bouwde tussen de weg en de beek een boerderij. Tegenover de boerderij, dus aan de overkant van de weg, werd een rechthoekig perceel land, vaak van 20 tot 40 morgen land (Hufe genaamd) afgepaald, en vaak, evenals de boerderij zelf, met een haag omheind. Dit land diende als akker, moestuin of grasland voor kleinvee of varkens. Soms wees de landheer een zgn. Lokator aan, die aan de ontginning leiding gaf, de distributie van zaai- en pootgoed regelde en kleine geschillen beslechtte; de Lokator had vaak zelf ook een stuk land met een boerderij, die twee maal zo groot was als die van de andere kolonisten. Als de ontginning voltooid was, verkocht de Lokator zijn bezittingen soms (met winst!) en ging dan voor de landheer elders een ontginning leiden. Vergelijk voor Nederlandse ontginningsdorpen: Cope (perceel).

### Overig

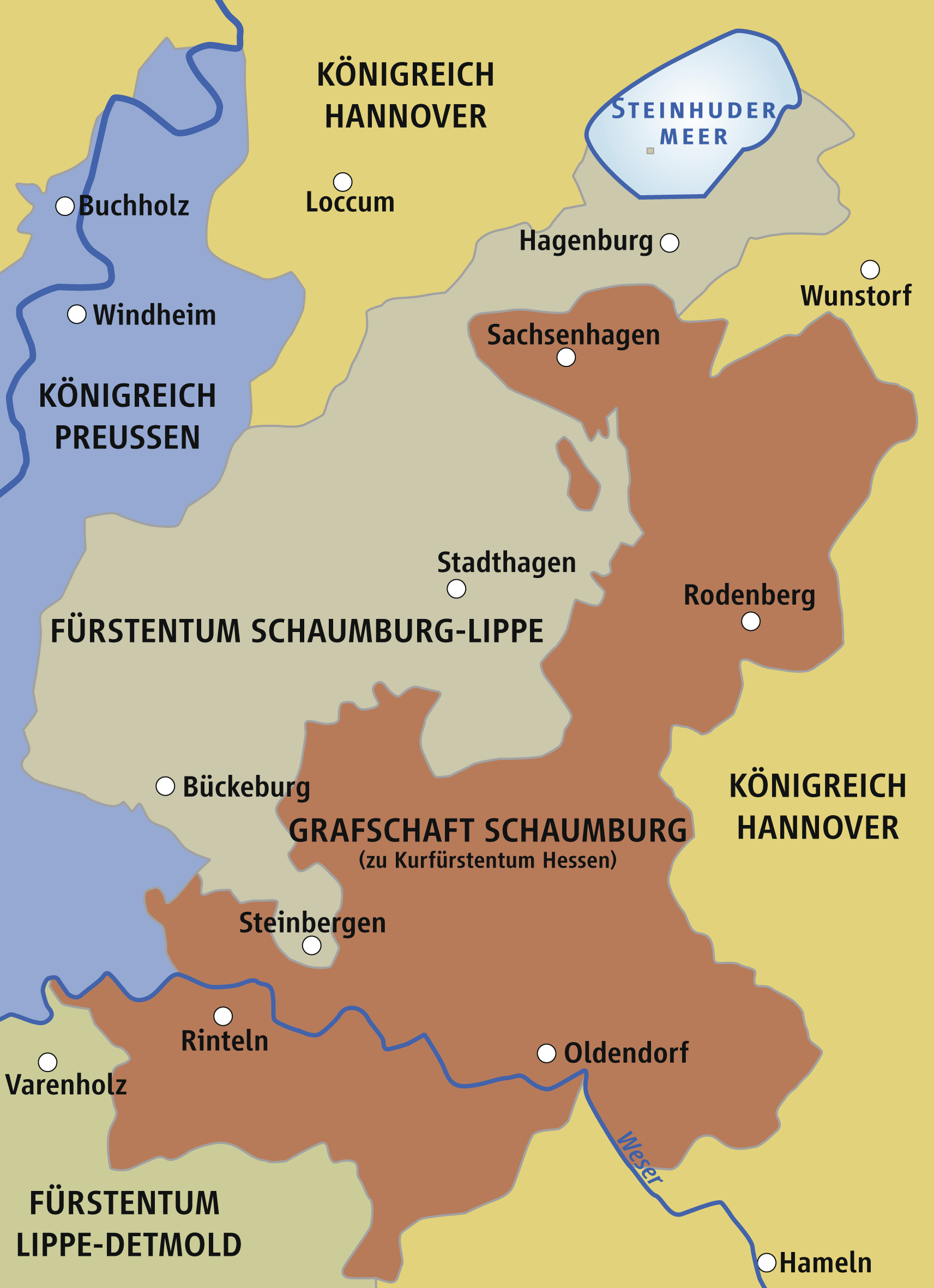
De Schaumburger gebieden van 1648-1866. Auhagen en Sachsenhausen liggen in het donkerrode, destijds Hessische gebied. In het grijze, destijds Lippische gebied: Hagenburg en Wölpinghausen.

In 1559 werd het gebied na de Reformatie evangelisch-luthers.
Het gebied had veel van oorlogsgeweld, plunderingen en epidemieën van gevaarlijke ziektes te lijden gedurende de Dertigjarige Oorlog (1618-1648)
In 1647 - 1648, bij de deling van het Graafschap Schaumburg, werden  Auhagen en Sachsenhausen aan het Lippische deel, Schaumburg-Lippe, toegewezen. Maar Hagenburg en Wölpinghausen werden aan het Hessische Landgraafschap Hessen-Kassel toegewezen. Vanaf 1866 waren beide graafschappen, inmiddels vorstendommen geworden, delen van Pruisen; in 1871 werd Pruisen geïntegreerd in het Duitse Keizerrijk.
De vier, tot dan toe, zelfstandige, deelgemeentes gingen de samenwerking als Samtgemeinde aan in 1974.
Zie ook de artikelen over de vier deelgemeentes.

## Bezienswaardigheden
- Het natuurschoon in de omgeving leent zich voor wandel- en met name fietstochten.
- Het fraaie park rondom Kasteel Hagenburg is vrij toegankelijk.
- Te Sachsenhagen-stad staan enige interessante oude gebouwen.

Zie ook de artikelen over de vier deelgemeentes.

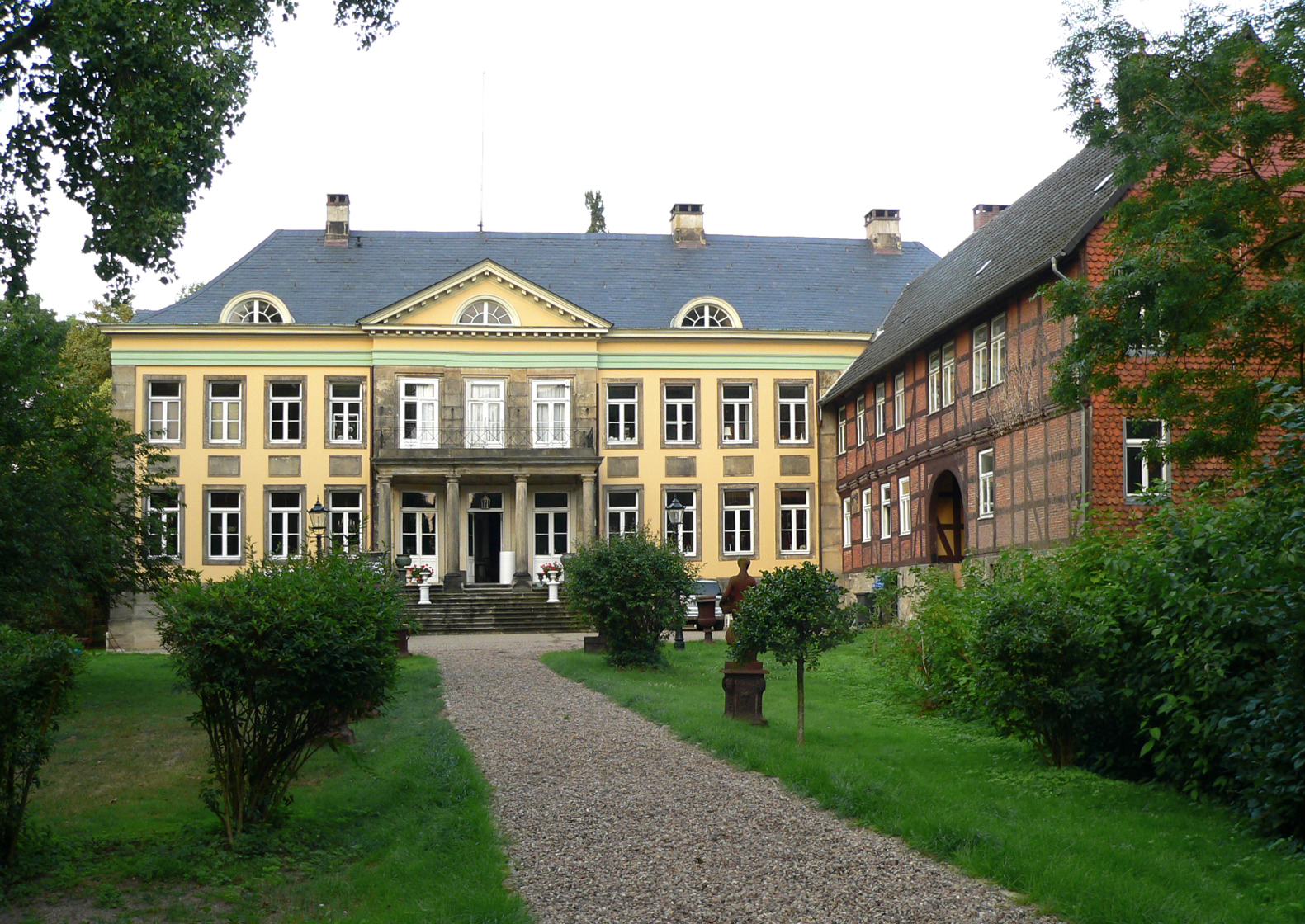
Kasteel Hagenburg
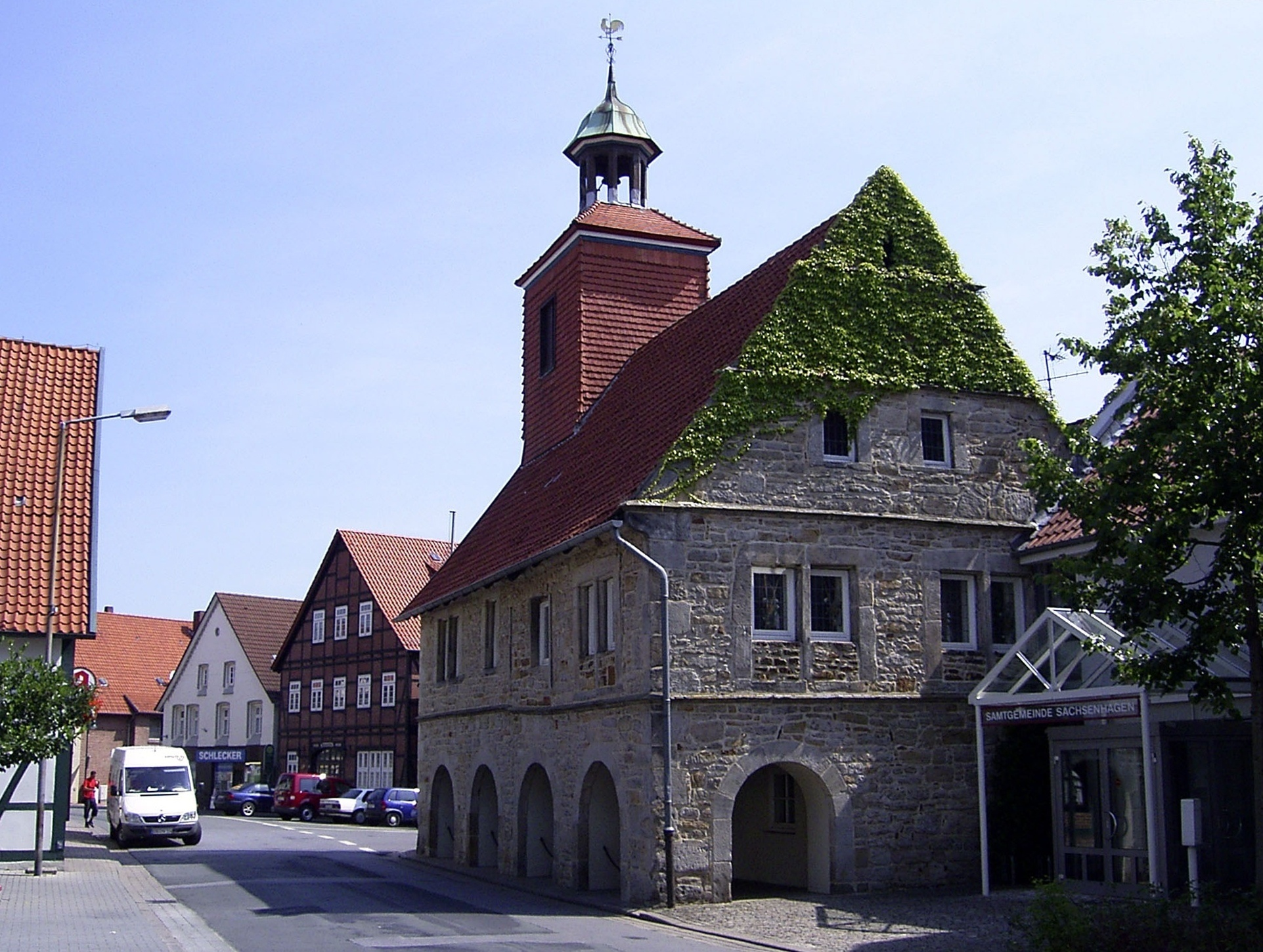
Stadhuis van Sachsenhagen (1607)

Ahnsen · 
Apelern · 
Auetal · 
Auhagen · 
Bad Eilsen · 
Bad Nenndorf · 
Beckedorf · 
Buchholz · 
Bückeburg · 
Hagenburg · 
Haste · 
Heeßen · 
Helpsen · 
Hespe · 
Heuerßen · 
Hohnhorst · 
Hülsede · 
Lauenau · 
Lauenhagen · 
Lindhorst · 
Lüdersfeld · 
Luhden · 
Meerbeck · 
Messenkamp · 
Niedernwöhren · 
Nienstädt · 
Nordsehl · 
Obernkirchen · 
Pohle · 
Pollhagen · 
Rinteln · 
Rodenberg · 
Sachsenhagen · 
Seggebruch · 
Stadthagen · 
Suthfeld · 
Wiedensahl · 
Wölpinghausen